# کف‌روب

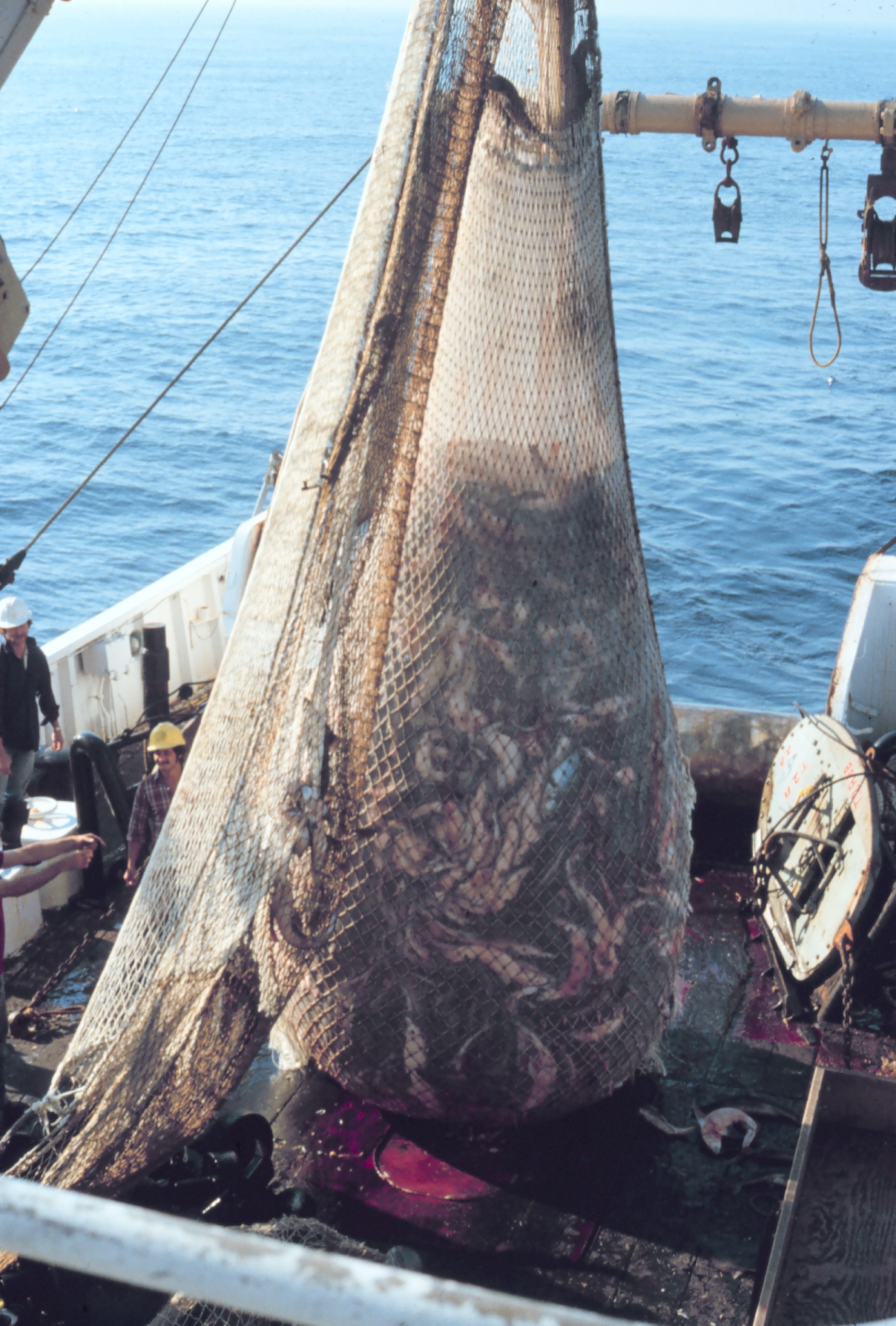
تور کف‌روب و ماهیان صید شده

کف‌روب، ترال یا گوفه (به انگلیسی: Trawl) تور ماهی‌گیری بزرگی به شکل قیف است که از دو طرف به تخته‌هایی متصل است و معمولاً به دنبال شناور در بستر دریا کشیده می‌شود. گوفه واژه‌ای فارسی است.
البته گوفه‌کشی پیش‌تر به این شکل نبود. در حال حاضر با پیش‌رفت تکنولوژی گوفه‌کشی را مانند دیگر ابزارهای صید و شکار به امری مخرب تبدیل کرده‌اند.
کف‌روبی یا گوفه‌کشی نوعی روش ماهی‌گیری است که در آن با کشیدن تور در آب توسط یک یا چند شناور، ماهی‌گیری می‌کنند. توری که برای این کار استفاده می‌گردد نیز ترال نامیده می‌شود.
شناوری که برای کف‌روبی استفاده می‌شود گوفه‌کش نامیده می‌شود. این شناورها در اندازه‌های متفاوت وجود دارند، از قایق‌های کوچک با قدرت تنها ۳۰ اسب بخار موتور یا شناورهایی با کارخانه‌های بزرگ با بیش از ۱۰٬۰۰۰ اسب بخار را شامل می‌شود. ترال را می‌توان با یک قایق صیادی کوچک (ترال تکی) یا دو شناور مخصوص ترال انجام داد (ترال جفتی)
ترال را می‌توان با ترولینگ (trolling) مقایسه نمود، با این تفاوت که به جای قلاب ماهیگیری، تور گوفه توسط شناور، کشیده می‌شود. ضمن اینکه صید بروش ترولینگ برای ماهیگیری تفریحی و تجاری استفاده می‌گردد، در حالی که ترال عمدتاً برای صید تجاری مورد استفاده قرار می‌گیرد. نمونه برداری‌های علمی یا مطالعاتی، یکی دیگر از موارد استفاده از ترال می‌باشد.

## ساختار تور کف‌روب

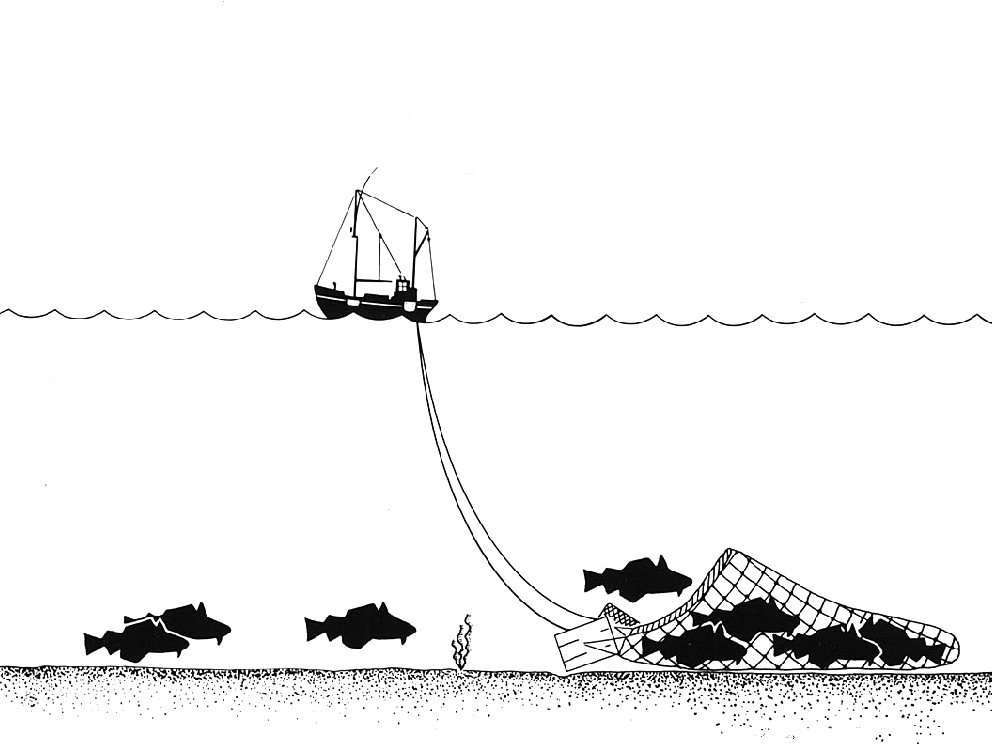
ترال

هنگامی که از دو شناور جهت ترال میانی استفاده می‌شود (ترال جفتی)، گسترش افقی تور، توسط شناورها بسیار اهمیت دارد، برای این کار از دو ریسمان که به هر شناور متصل است استفاده می‌گردد. با این حال، ترال تک شناور، رایج‌تر است. در اینجا، از درهای ترال (این درها با عنوان «تخته صید» شناخته می‌شود) جهت گسترش افقی تورها استفاده می‌گردد. درب ترال در اندازه‌ها و اشکال مختلف در دسترس هستند و ممکن است به صورت تخصصی در ارتباط با کف نگه داشتن (ترال کف) یا بالا ماندن (ترال میانی) استفاده شوند. در تمام موارد، با استفاده از شکل هیدرودینامیکی خود اساساً به عنوان درهای بال عمل کرده و باعث گسترش افقی تور می‌شوند. برای اینکه این بال‌ها در حالت عادی قرار داشته باشند باید با سرعتی معین، توسط شناور کشیده شوند. این سرعت متفاوت است اما معمولاً در محدوده ۲٫۵تا۴٫۰ گره می‌باشد.
بازکردن عمودی تور کف‌روب استفاده از بویه‌های شناور در لبه فوقانی ("floatline «) و وزنه‌هایی بر روی لبه پایین‌تر از دهان تور (»footrope")قرار دارند، انجام می‌پذیرد. تنظیمات footrope متفاوت بوده و طبق شکل بالا مورد انتظار می‌باشد. این تنظیمات بیشتر بر ناهمواری کف و استحکام footrope برای جلوگیری از آسیب رسیدن به تور طرح‌ریزی می‌گردد. این طراحی برای صید میگو، ماهی صدف، ماهی روغنی، حلزون اسکالوپ و بسیاری دیگر استفاده می‌گردد. تورهای ترال دارای شبکه‌های قیفی شکل در انتهای خود هستند که بسته می‌باشد و ماهی‌ها در آن جمع می‌شوند. در پایان عملیات صید دهانه انتهایی آن، جهت تخلیه ماهی‌ها باز می‌شود.
تورهای ترال را می‌توان برای پژوهش‌های دریایی از کف اقیانوسها، از نظر چشمه و شکل اصلاح نمود.

## اثرات زیست‌محیطی
این تورها برای کشیده شدن در آب‌های میان‌سطحی، عمیق و بر کف دریا استفاده می‌شود. باید به این نکته توجه داشت که این عمل باعث آشفتگی و برهم خوردن توازن در زندگی دریایی می‌گردد.
اگر چه امروز صید به روش ترال به شدت در برخی از کشورها کنترل می‌شود، ولی این روش صید، هدف بسیاری از اعتراضات زیست‌محیطی می‌باشد. نگرانی‌های زیست‌محیطی مرتبط با ترال به دو حوزه مربوط می‌گردد: استفاده بیش از حد از ترال و آسیب‌های فیزیکی که ترال به بستر وارد می‌کند.

## بهترین گزینه
روش صید کف‌روب دارای قدمتی طولانی است (در حدود ۱۵ قرن)، این موضوع نگرانی‌ها را در مورد وجود این روش صید زیاد نموده‌است. تورهای کششی، غیر گزینشی عمل می‌کنند و سبب جارو کردن هر دو نوع ماهی قابل عرضه در بازار و ماهی نامطلوب و از هر دو اندازه قانونی و غیرقانونی آن‌ها می‌شود. در هر بار عملیات صیادی قسمتی از صید بی‌مصرف می‌باشد که به عنوان صید ضمنی، مورد استفاده قرار نمی‌گیرد. برخی از گونه‌هایی که به‌عنوان صید ضمنی گرفتار می‌شوند نیز به‌طور تصادفی توسط فرایند ترال کشته می‌شوند. گونه‌هایی که به این صورت صید می‌شوند، معمولاً ممکن است شامل گونه‌های با ارزشی از قبیل دلفین‌ها، لاک‌پشت‌های دریایی، و کوسه‌ها، و همچنین گونه‌های صید ممنوع یا نابالغین گونه هدف، شود.
بسیاری از مطالعات نشان داده حجم زیادی از صید ضمنی دور ریخته می‌شود. به عنوان مثال، محققان در یک مطالعه سه ساله در رودخانه کلارنس متوجه شد که حدود۱۷۷ تن صید ضمنی (از جمله ۷۷ گونه مختلف) هر ساله دور ریخته می‌شود.
با توجه به اندازه صید دلخواه می‌توان با تعیین و قرار دادن اندازه مناسب چشمه در «کیسه انتهایی»، بخشی از ماهیان را از صید شدن حفظ کرد. ماهیگیران شکایت دارند که اندازه چشمه علاوه بر آنکه به ماهیان کوچکتر از معمول برای فرار اجازه می‌دهد، سبب فرار برخی از ماهی‌ها که از نظر قانونی صید آن‌ها مشکلی ندارد، نیز می‌شود. تعدادی راه حل برای این مشکل وجود دارد، مانند گره زدن یک طناب دور «کیسه انتهایی» برای جلوگیری از بازشدن شبکه به‌طور کامل، که با توجه به اندازه دلخواه می‌توان آن را تنظیم نمود. تنها مشکل وقتی است که چشمه‌ها به جای مربع، به شکل الماس باریک، کشیده (rhombuses) می‌شود.
از نظر اکثر سازمان‌های زیست‌محیطی، مشکل اساسی اغلب روش‌های صید، صید گونه نامطلوب است؛ آن‌ها نمی‌خواهند بعضی از ماهیان بی‌دلیل صید شوند، و ماهیگیران، تمایلی ندارند که وقت خود را جهت جداسازی گونه‌های نامطلوب از گونه‌های قابل عرضه در بازار به هدر دهند. روش‌های متعددی و پیشرفته‌ای برای به حداقل رساندن صید ضمنی در ترال مشخص شده‌است. می‌توان به وسیلهٔ قرار دادن شبکه‌های کاهش صید ضمنی یا پانل‌های چشمه مربعی در قسمت‌هایی از تور کف‌روب، به گونه‌های خاصی از ماهیان گرفتار شده اجازه فرار داد.
مطالعات نشان داده که صید کف‌روب میگو بیشترین صید ضمنی را به همراه دارد.

## آسیب‌های زیست‌محیطی
استفاده از ترال به واسطه اثرات زیست‌محیطی بحث‌برانگیز است. از آن‌جا که ترال کف شامل کشیدن ابزار سنگین ماهیگیری در کف دریاست، می‌تواند تخریب‌هایی در مقیاس بزرگ در کف اقیانوس‌ها ایجاد نماید، از آن جمله شکستن مرجان‌ها، خسارت به زیستگاه و حذف جلبک‌های دریایی می‌باشد. مهم‌ترین اجزای تأثیرگذار ترال تخته‌های صید هستند، که می‌تواند چندین تن وزن داشته باشند و شیارهای عمیقی در کف دریا ایجاد کنند، و ساختار زنجیر پایینی نیز که معمولاً به لبه پایین تور متصل بوده و همیشه با کف دریا در تماس باقی می‌ماند. بسته به نوع ساختار زنجیر پایینی، ممکن است سبب جابجایی سنگ‌های بزرگ یا تخته سنگ‌ها شده، آن‌ها را همراه با کشیدن تور، برهم بزند یا به موجوداتی که حرکتی از خود ندارند صدمه بزند و همچنین رسوبات بستر را برهم بزند. این اثرات باعث کاهش تنوع گونه‌ها و تغییرات زیست‌محیطی به سمت رشد موجودات زنده فرصت طلب، می‌شود. این تخریب بسیار شبیه به برش یکسره درختان در جنگل است.
اختلاف اصلی بر سر کف‌روبی نگرانی در مورد شدت و طول مدت آثار بجا مانده‌است. مخالفان بر این باورند که این تأثیرات گسترده، شدید و طولانی مدت هستند. مدافعان معتقدند که تأثیر عمدتاً محدود و از شدت کم در مقایسه با حوادث طبیعی برخوردار است. با این حال، بسیاری از حوادث طبیعی دریا، که باعث اختلال در بستر می‌شوند، در آب‌های کم عمق اتفاق می‌افتند. در آب‌های عمیق و نیمه عمیق، ترال کف می‌تواند به‌عنوان تنها عامل مهم تأثیرگذار در بستر باشند.
ترال کف در بسترهای نرم نیز باعث برهم زدن رسوبات بستر و جابه‌جایی مواد جامد معلق در آب می‌گردد. یک تور ترال کف می‌تواند در هر ساعت بیش از ۱۰ برابر میزان آلودگی جامدات معلق در آب نسبت به مواد معلقی که  منتج از همه فاضلاب‌های شهری، صنعتی، ماشین‌های لاروبی رودخانه و عملیات دفع در کالیفرنیای جنوبی می‌شود را ایجاد کند. این‌ها را می‌توان به صورت لکه‌هایی تیره در عکس‌های دریایی با کیفیت بالا که توسط گوگل ارتس از آن‌ها عکس‌های دریایی با کیفیت بالا تهیه، به‌وضوح مشاهده کرد. وقتی لکه‌های تیره توسط تور کف‌روب در زیرمحدوده ترموکلاین تولید می‌شود، بر روی سطح پیدا نیستند، اما کمترین اثرات غیرقابل مشاهده آن‌ها هنوز هم رخ می‌دهد، از این تأثیرات پنهان می‌توان به  انتقال مداوم مواد آلی آلاینده به زنجیره غذایی دریایی، اشاره کرد.
در نتیجه این فرایند، گستره وسیعی از گونه‌ها در سراسر جهان تهدید می‌شوند. به‌طور خاص، ترال می‌تواند مستقیماً با شکستن جزایر مرجانی، و دفن آن‌ها در رسوبات، این جزایر را بکشند. ترال علاوه بر این، می‌تواند به‌طور غیرمستقیم باعث مرگ مرجانها به وسیلهٔ زخمی‌کردن بافت مرجانی، جدا کردن آن‌ها از صخره‌ها و آسیب‌پذیر نمودن آن‌ها دربرابر عفونت شود. اثر تورهای شیوه‌های مختلف ماهیگیری در جمعیت جهانی مرجان‌ها توسط بسیاری از دانشمندان، بسیار نگران‌کننده اعلام شده‌است. پژوهش‌های منتشر شده نشان داده‌است که ترال میان سطحی آب سرد موردنیاز مرجان pertusa Lophelia از بین می‌برد، این مرجان زیستگاه مهمی برای استفاده بسیاری از موجودات زنده در آب‌های عمیق می‌باشد.
ترال میان سطحی یکی از پاکترین روش‌های صید است، که معمولاً تنها یک گونه را صید می‌کند و آسیبی به بستر دریا نیز وارد نمی‌کند. با این حال، گروه‌های زیست‌محیطی ابراز نگرانی کرده‌اند که این روش صید ممکن است مسئول حجم قابل توجهی از صیدهای ضمنی، به خصوص پستانداران دریایی (دلفین، گرازماهی و نهنگ) باشد.